# Вульводинія
Вульводинія — хронічний біль в області вульви і вагінального переддверя (вестибули). Характеризується сильним гострим і / або пекучим болем, відчуттями хворобливості і роздратування в області вульви. Вульводинія не пов'язана з інфекцією, алергією, травмою та іншими визначеними факторами, і цей діагноз може бути поставлений тільки після виключення інших захворювань або станів, здатних викликати хворобливі відчуття в цій ділянці.

## Види вульводинії
Розрізняють два види вульводінії:
- власне вульводинія (біль присутній постійно);
- синдром вульварного вестибуліту або вестибулодинія (біль виникає у відповідь на тиск на уражену область).

## Причини

### Вульводинія
- нейропатія статевого нерва ;
- алергія або інша чутливість (наприклад, на оксалати в сечі);

### Вульварний вестибуліт
Зросла обізнаність про вульварний вестибуліт і привела до нових досліджень, і стало очевидно, що вульварний вестибуліт не одна хвороба, а лише симптом декількох різних хвороб або станів.
Лікарі центрів вульвовагінальних розладів ідентифікували принаймні 12 різних причин (хвороб або станів), що є причиною вульварного болю, почервоніння і болю під час сексу, тобто вестибуліту. У той час, як багато з цих хвороб виглядають схожими, тонкі відмінності поряд з історією пацієнтки можуть бути використані для виділення причини болю. Це також пояснює, чому жоден підхід до лікування не діє для всіх жінок з вестибулітом, і чому переважна більшість досліджень аж до сьогодні не дуже корисні. Тут представлений список найбільш поширених з цих причин. 

#### Атрофічний вестибуліт, або гормонально-обумовлена вульводинія
Часто викликана оральними контрацептивами, хірургічним видаленням яєчників, хіміотерапією при раку молочної залози, гормональним лікуванням ендометріозу, гормональним лікуванням акне, менопаузою. Доведено, що вульварна вестибула потребує адекватного рівня естрогену і тестостерону, і ці рівні часто змінені при перерахованих станах. Відмінною рисою «атрофічного вестибуліту» є те, що симптоми виникають поступово і те, що вражена вся вестибула. Спостерігаються низькі значення естрогену і вільного тестостерону і підвищений рівень глобуліну, що зв'язує статеві гормони в аналізі крові. Просто припинення прийому таблеток не призводить до усунення симптомів, як і застосування гормональних кремів без припинення прийому таблеток.
Кілька досліджень показали, що використання комбінованих оральних контрацептивів значно підвищує ризик розвитку вестибулодинії. Є кілька факторів, які можуть пояснити це спостереження. Згідно з тим, що КОК перешкоджають виробленню гормону, продукування яєчниками тестостерону знижується. На додаток до цього синтетичні естроген- і прогестин-КОК, які метаболізуються в печінці і ведуть до підвищення продукування печінкою глобуліну, що зв'язує статеві гормони (SHBG). Збіг двох факторів: продукування меншої кількості тестостерону яєчниками і підвищений рівень глобуліну, що зв'язує статеві гормони, веде до зниження рівня циркулюючого вільного тестостерону.
Муцин-секреторні, андрогенозалежні бульбоуретральні залози багаті андроген-рецепторами. На додаток до змін в рівні вільного тестостерону і глобуліну, що зв'язує статеві гормони, КОК провокують зміни в гормональних рецепторах і змінюють морфологічну структуру слизової оболонки. Також КОК знижують больовий поріг в області вульварної вестибули. Використання оральних контрацептивів в ранньому віці в 900 разів підвищують ризик розвитку вульводинії.

#### Дисфункція тазового дна
Також відома як синдром м'язу, що піднімає задній прохід; гіпертонус тазового дна, вагінізм.
У цьому стані м'язи, що оточують вестибулу, щільно стиснуті і болючі. Це може викликати хворобливість і почервоніння вестибули без наявності внутрішньої проблеми вестибулярної тканини. Часто нижня сторона вестибули (біля промежини) страждає більше, ніж верхня частина (біля уретри). Дисфункція тазового дна може бути виявлена ретельно дослідженням м'язу, що піднімає задній прохід. Лікування включає інтровагінальну фізіотерапію, теплі ванни, міорелаксанти, біологічний зворотний зв'язок.

#### Проліферація нейронів
Стан, коли щільність, густота нервових закінчень в вестибулярній слизовій підвищена. Ця група ділиться на первинну (біль з першої спроби статевого акту) і вторинну (набуту після безболісних разів). Існує достовірний доказ того, що первинна проліферація нейронів - вроджена проблема, тоді як вторинна проліферація нейронів може бути викликана алергічною реакцією або реакцією на подразник (часто на вагінальні антигрибкові креми).
Лікування вторинної проліферації нейронів включає трициклічні антидепресанти, лідокаїн, капсацин і хірургічне видалення ураженої шкіри (вульварна вестибулоектомія з просуванням в вагіну). 

#### Кольпіт
Іноді запалення у вагіні настільки сильне, що лейкоцити виходять з вагіни, покривають вестибулу і викликають вторинний вестибуліт. Є дві категорії кольпіту: інфекційний і стерильний (неінфекційний). Причиною інфекційного кольпіту виступають такі організми як дріжджі і трихомонади, але не бактеріальний кольпіт (гарднерела). Стерильний кольпіт може бути викликаний застосуванням хімікатів, таких як вагінальні креми, сперміциди, лубриканти, латекс в презервативах. До того ж стерильний кольпіт може бути викликаний нестачею естрогенів (див. «атрофічний вестибуліт») і станом, званим десквамативним запальним вагінітом (DIV). Причина DIV невідома, але він характеризується рясними жовтуватими виділеннями.

#### Вульварнідерматози
Кілька різних дерматологічних станів вульви можуть бути причиною вульварного вестибуліту. Найпоширеніша хвороба, що зачіпає приблизно 1,3% жінок — лишайниковий склероз. Другий за поширеністю стан: червоний плаский лишай. Більш рідкісні хвороби-плазмоклітинний вульвіт і пемфігоїд слизової оболонки.

#### Алергія або інша чутливість
Навіть найніжніше мило має в складі різні хімікати у формі ароматизаторів, фарби і консервантів. Туалетний папір, гігієнічні прокладки, тампони — все це містить хімікати. Пральні миючі та кондиціонери для білизни, які використовуються для прання нижньої білизни та рушників, додаються до цього хімічного тягаря. Жінка може бути чутлива або мати алергію на будь-який з цих хімікатів, це може бути причиною запалення і болів у вестибулі.

## Симптоми
Основним і єдиним симптомом вульводинії є біль в області вульви і вагінального отвору. Відчуття характеризуються почуттям хворобливості, печіння, гострого і пекучого болю.
Біль може бути постійним (вульводинія) або виникати при дотику, тиску і, відповідно, при статевому акті (диспареунія) і при введенні тампону (синдром вульварного вестибуліту або вестибулодинія). При вульводинії біль може віддавати в промежину, анус, уретру, внутрішню поверхню стегон.

## Лікування
- Гормональне лікування. При вестибулодинії рекомендується повна відмова від застосування гормональних контрацептивів. Можливе лікування зовнішнім застосуванням комбінованого крему естрадіолу і тестостерону.[2]
- Медикаментозне лікування. При вульводинії використовують антидепресанти, засоби для лікування нейропатій, місцево-анестезуючі гелі або спреї, новокаїнову блокаду.
- Дієта. Рекомендується лужна дієта, так як причиною вульводинії може бути реакція на оксалати.
- Ін'єкції в уражену область. Застосовуються ін'єкції суміші стероїдів і бупівакаїну в тригерні точки; підслизові ін'єкції метилпреднізолону і лідокаїну; ін'єкції Інтерферону А.[3]
- Фізіолікування. При вульводинії застосовуються спеціальні мануальні техніки, електроміостимуляцію.
- Рефлексотерапія. У деяких випадках ефективне голковколювання.
- Хірургічне лікування. У випадках, коли немає ефекту від інших засобів, вдаються до видалення тієї частини статевих органів, в якій спостерігається надмірна хворобливість. Ця операція називається вестибулоектомія.